# 아이돌 라디오
《아이돌 라디오》는 토요일 밤 12시부터 일요일 새벽 2시까지 MBC FM4U에서 방송되고 있는 심야 라디오 프로그램이다. 먼저 이 프로그램이 2018년 7월 23일부터 7월 29일까지 파일럿 프로그램으로서 편성되었다. 이후, 같은 해 10월 8일부터 가을개편으로 정규 편성되었다. 문자 번호 #8003번으로 참여할 수 있다. 유튜브에서 밤 9시부터 라이브로 시청할 수 있으며, 일부 요일을 제외하고 유튜브에서 하는 방송이 생방송이다. 이 방송 내용 그대로 다음 날 밤 12시에 MBC 표준FM에서 청취할 수 있었다. 2020년 9월 25일 방송 끝으로 시즌 1이 종영되었다.
시즌 1이 종영한지 1년여만인 2021년 8월 14일부터 2022년 9월 11일까지 시즌 2로 부활했다. 2022년 9월 17일부터 2024년 2월 17일까지 시즌 3로 방송되었다.
2023년 2월 17일, 스트리밍 플랫폼 UNIVERSE의 서비스 종료 이후, 매주 2회 (월요일& 수요일 밤9시) 유튜브 MBC Mhz(므흐즈) 채널에서 실시간 스트리밍으로 시청할 수 있다. 매주 월요일과 수요일 유튜브에서 라이브로 방영되며, 토요일 밤 12시부터 두시간 동안 연속으로 MBC FM4U에서 재방송된다. 2024년 2월 24일부터 시즌 4로 방송 중이다.
이 프로그램은 모두 전국방송이다.

## 역대 진행자
파일럿
- 초대 DJ BTOB 서은광 (2018년 7월 23일 ~ 2018년 7월 29일)

시즌 1
- 2대 DJ BTOB 정일훈 (2018년 10월 8일 ~ 2019년 9월 30일)
- 스페셜 DJ (2019년 10월 1일 ~ 2020년 5월 17일)
- 3대 DJ GOT7 영재, DAY6 영케이 (2020년 5월 18일 ~ 2020년 9월 26일)

시즌 2
- 4대 DJ 몬스타엑스 주헌 & 형원 (2021년 8월 15일 ~ 2022년 8월 7일)
- 스페셜 DJ (2022년 8월 14일 ~ 2022년 9월 11일)

시즌 3
- 5대 DJ 에이티즈 김홍중 & 정윤호 (2022년 9월 18일 ~ 2023년 12월 30일)
- 스페셜 DJ (2024년 1월 6일 ~ 2024년 2월 17일)

시즌 4
- 6대 DJ 더보이즈 선우 (2024년 2월 24일 ~ 현재)
- 7대 DJ 더보이즈 에릭 (2025년 1월 20일 ~ 현재)

## 역대 방송 시간
| 방송 채널           | 방송 기간                          | 방송 시간                                                                                        |
| ------------------- | ---------------------------------- | ------------------------------------------------------------------------------------------------ |
| MBC 표준FM          | 2020년 5월 18일 ~ 2020년 9월 26일  | 월~토요일 밤 12:00 ~ 새벽 1:00 (시즌 1)                                                          |
| MBC 표준FM MBC FM4U | 2021년 8월 15일 ~ 2022년 9월 11일  | 매주 일요일 새벽 2:00 ~ 새벽 3:00 (표준FM 시즌 2) 매주 일요일 밤 12:00 ~ 새벽 1:00 (FM4U 시즌 2) |
| MBC 표준FM MBC FM4U | 2022년 9월 18일 ~ 2023년 11월 19일 | 매주 일요일 새벽 2:00 ~ 새벽 3:00 (표준FM 시즌 3) 매주 일요일 밤 12:00 ~ 새벽 1:00 (FM4U 시즌 3) |
| MBC FM4U            | 2023년 11월 25일 ~ 2024년 2월 17일 | 토요일 밤 12:00 ~ 새벽 2:00 (시즌 3)                                                             |
| MBC FM4U            | 2024년 2월 24일 ~ 현재             | 토요일 밤 12:00 ~ 새벽 2:00 (시즌 4)                                                             |